# The Countryman and the Cinematograph
The Countryman and the Cinematograph és una pel·lícula de Robert W. Paul de 1901. Es tracta d'un gag còmic enregistrat en un sol pla general i fix que mostra com un home del camp se sorprèn quan veu una pel·lícula de cinema per primer cop. La posada en escena és molt teatralitzada, l'actor exagera els gestos perquè no s'usen primers plans el protagonista apareix de massa lluny per poder apreciar els seus gestos amb claredat.